# Ciężkowice

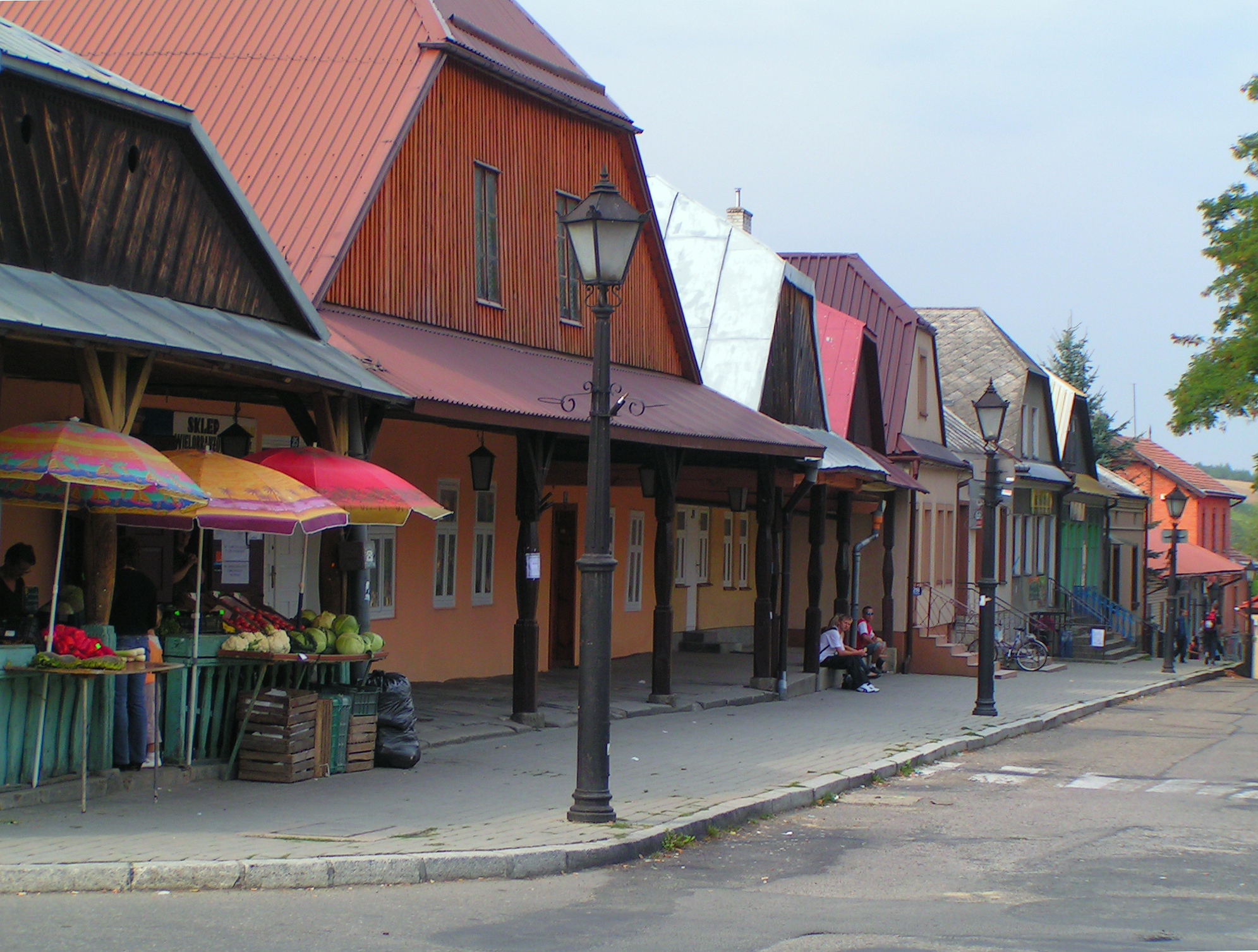
Piaţa principală

Ciężkowice este un oraș în județul Tarnów, Voievodatul Polonia Mică, cu o populație de 2.395 locuitori (2008) în sudul Poloniei.